# Mączka z krwi
Mączka z krwi – wysuszona, a następnie zmielona krew zwierzęca. Krew pozyskiwana jest przy uboju zwierząt w rzeźni.

## Skład
Mączki z krwi zawiera: 0,4–3,2% tłuszczu, 71,3–83,8% białka, 2–6,7% popiołu. Barwa ciemnobrązowa, zapach swoisty.

## Zastosowanie
Mączka z krwi może być wykorzystywana w żywieniu wszystkich zwierząt gospodarskich jako pasza treściwa.